# Кузнецов, Алексей Иванович (экономист)
Алексе́й Ива́нович Кузнецо́в (12 октября 1929, Прохладное, Саратовская область, РСФСР — 6 декабря 2008, Симферополь, Украина) — советский и украинский учёный-экономист, аграрий. Доктор экономических наук, профессор, член-корреспондент Украинской аграрной академии наук.

## Биография
Родился в селе Прохладное, Саратовской области. Окончил Ставропольский сельскохозяйственный институт (1951). С 1963 г. работал в Днепропетровском сельскохозяйственном институте, с 1999 г. — в Крымском агротехнологическом университете. Кандидат экономических наук (1960), доктор экономических наук (1978).

## Научная деятельность
В Днепропетровском сельскохозяйственном институте Алексей Иванович Кузнецов был заведующим кафедры статистики.
В КАТУ возглавлял редакционную коллегию сборника научных трудов экономического факультета ЮФ «КАТУ» НАУ, являлся заместителем председателя специального учёного совета по защите кандидатских диссертаций, возглавлял методический совет учётно-финансового факультета, был заведующим кафедрой АХД и статистики.
Является автором более 70 книг и публикаций среди которых:
- Кузнецов А. И. Пути снижения себестоимости сахарной свеклы. — Ставрополь: Ставропольское книжное издательство, 1962.
- Дулко Ф., Кузнєцов О. Складові рентабельності. — Дніпропетровськ: Промінь, 1969.
- Кузнєцов О.І., Балицька В. С. Господарський розрахунок у колгоспі. — Дніпропетровськ: Промінь, 1972.
- Кузнецов А. И. Хозяйственный расчет в колхозах и совхозах. — Днепропетровск, 1972.
- Кузнецов А. И. Хозяйственный расчет в колхозах и его совершенствование. — Днепропетровск: Промінь, 1977.
- Кузнецов А. И., Рябоконь А. И. Шаги Бригадного подряда: Коллективный подряд в сельском хозяйстве. — Днепропетровск: Проминь, 1984.
- Кузнецов А. И. Экономические рычаги и стимулы в развитии АПК. Текст лекций. — Днепропетровск: Днепропетровский сельскохозяйственный институт, 1986.
- Кузнецов А. И., Галайда Н. Т. Шаги Бригадного подряда: Хозрасчет и самофинансирование. — Днепропетровск: Проминь, 1988.
- Кузнецов А. И. Статистика трудовых ресурсов в сельском хозяйстве. Текст лекций в проблемном изложении. — Днепропетровск: Днепропетровский аграрный университет, 1992.
- Кузнєцов О.І. Статистика земельних ресурсів та їх використання. — Дніпропетровськ, 1997.
- Кузнецов А. И. Проблемы повышения эффективности использования орошаемых земель в хозяйствах Крыма. Научные труды КГАУ «Экономические науки», Выпуск № 76. -Симферополь, 2002.
- Кузнецов А. И. Проблемы экономного расходования воды при орошении в хозяйствах Крыма. Научные труды КГАУ «Сельскохозяйственные науки», Выпуск № 80. — Симферополь, 2003.
- Совершенствование хозрасчетных отношений по использованию воды на орошение в хозяйствах Крыма. Научные труды КГАТУ «Экономические науки», Выпуск № 82. -Симферополь, 2003.
- Кузнецов А. И. Проблемы повышения эффективности орошения в Крыму. Учебные записки КГИПУ. Выпуск № 5. — Симферополь, 2004.
- Кузнецов А. И. Проблемы воспроизводства и использования основных фондов водохозяйственных организаций. Научные труды КГАТУ «Экономические науки», Выпуск № 87. — Симферополь, 2005.
- Кузнецов А. И. Проблемы повышения эффективности использования орошаемых земель. — Симферополь, 2006.
- Кузнецов А. И. Денежная оценка орошаемых земель: теория и практика. Труды ЮФ КАТУ НАУ. Экономические науки. Выпуск 103. — Симферополь, 2008.
- Кузнецов А. И. Статистика земельных ресурсов Украины и их использование. Учебное пособие. — Симферополь: Национальный аграрный университет, 2008.